# Lloyd Grant
Lloyd Grant est un musicien jamaïcain ayant été le tout premier guitariste soliste de Metallica, sa seule participation se limitant au solo de guitare sur le titre Hit the Lights figurant sur la compilation Metal Massacre publiée en 1982.
Probablement motivé par l'explosion commerciale phénoménale de Metallica, Lloyd Grant rejoignit les rangs de Defcon, groupe californien qui ne publia qu'une seule maquette en 1985.